# Daniël de Jong

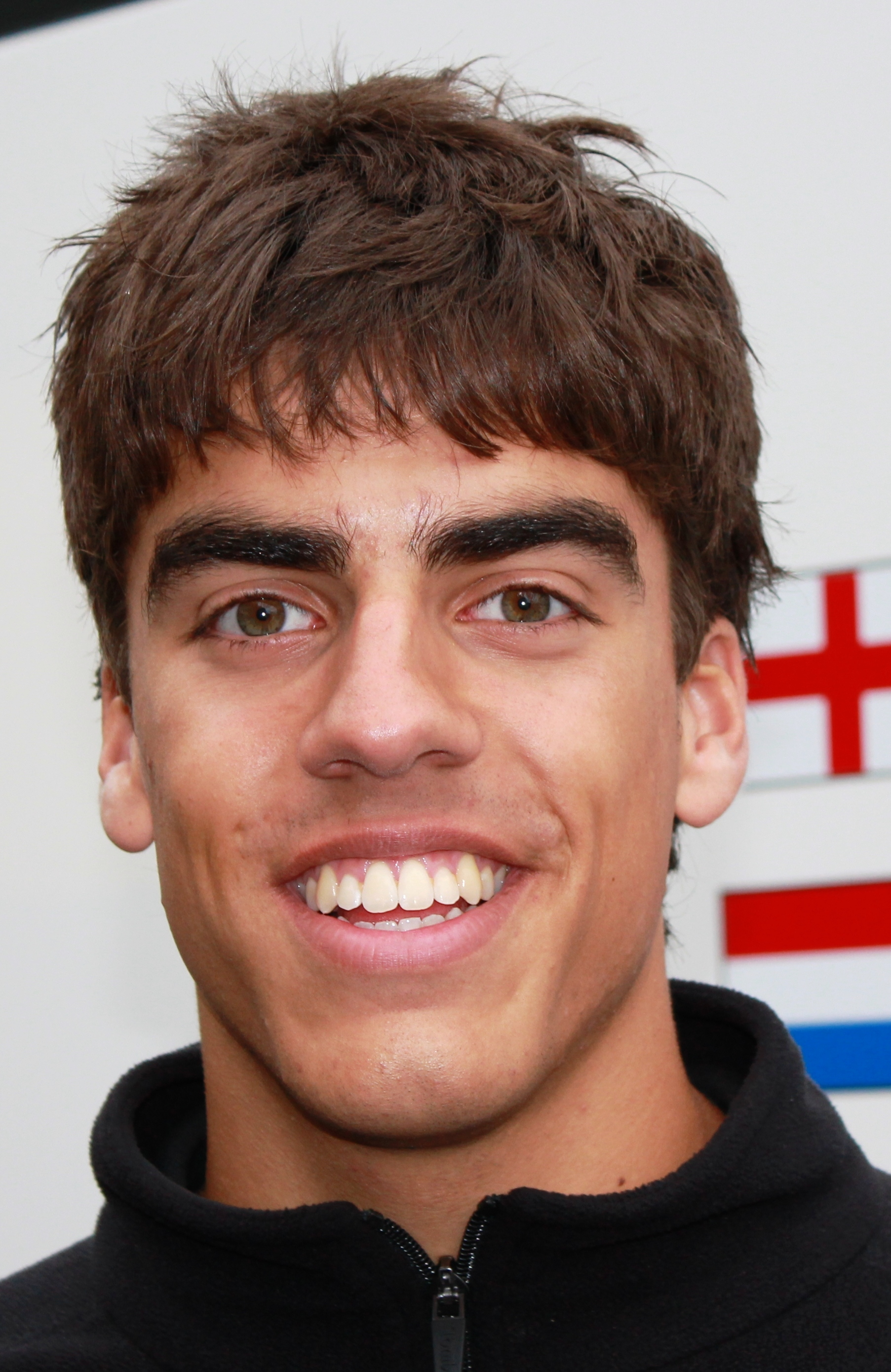
De Jong in 2011

Daniël de Jong (Rotterdam, 9 juli 1992) is een autocoureur uit Nederland.

## Carrière

### Formule Renault 2.0
Na een lange kartcarrière in Nederland en een kort optreden in de Dutch Winter Endurance Series maakte De Jong zijn eenzittersdebuut in 2008 in de Formule Renault 2.0 NEC, waar hij het seizoen als dertiende in het kampioenschap eindigde. Hij nam ook deel in de Formule Renault 2.0 NEZ, waar hij twee pole positions en een overwinning behaalde en als achtste in het kampioenschap eindigde, en één ronde van de Formule Renault 2.0 WEC op Spa–Francorchamps.
In 2009 nam De Jong deel aan zowel de Eurocup Formule Renault 2.0 als de Formule Renault 2.0 NEC voor het team MP Motorsport. In de Eurocup behaalde hij twee puntenfinishes op de Hungaroring en eindigde hij als 25e in het kampioenschap, terwijl hij in het NEC podiumplaatsen behaalde op de Nürburgring en op Spa–Francorchamps om als negende in het kampioenschap te finishen, ondanks dat hij de derde ronde van het seizoen op Alastaro miste.
In 2010 reed De Jong een tweede seizoen in de Eurocup Formule Renault 2.0. Nadat hij als tweede achter Kevin Korjus eindigde in de eerste race op Motorland Aragón, finishte hij nog acht keer in de punten om als negende in het kampioenschap te eindigen. Hij nam ook deel aan enkele races in de Formule Renault 2.0 NEC, waar hij één overwinning behaalde in de laatste race van het seizoen op de Nürburgring, samen met een tweede plaats op Brno eerder in het seizoen. Hij eindigde als elfde in het kampioenschap, ondanks dat hij in slechts zes van de achttien races deelnam.

### Formule Renault 3.5 Series
In oktober 2010 reed De Jong voor het eerst in een Formule Renault 3.5 Series-auto toen hij testte voor het team Draco Racing in de eerste post-seizoenstest in Barcelona. Een week later testte hij ook voor Comtec Racing op Motorland Aragón en in februari 2011 werd bekend dat hij getekend had om voor dit team te rijden in 2011 in de Formule Renault 3.5 Series met als teamgenoot Daniel McKenzie.

### Auto GP
Naast zijn verplichtingen in de Formule Renault 3.5 neemt De Jong ook deel aan de Auto GP in 2011 voor het team MP Motorsport. In 2012 neemt De Jong deel aan een volledig seizoen Auto GP met MP Motorsport. Met drie podiumplaatsen eindigde hij het seizoen als vijfde. In 2013 bleef hij bij MP Motorsport rijden in de Auto GP. Nadat hij het eerste raceweekend miste door een GP2-weekend, eindigde hij als zevende met twee podiumplaatsen.

### GP2
In 2012 maakt De Jong ook zijn GP2-debuut op het Valencia Street Circuit voor het team Rapax. Hij tekende hier een contract voor vier races, hij rijdt ook voor het team op Silverstone, de Hungaroring en op Spa-Francorchamps. Naast Giedo van der Garde en Nigel Melker is hij de derde Nederlander in dit kampioenschap.
In 2013 keert De Jong terug bij MP om een heel seizoen GP2 te gaan rijden. Dit is voor MP een debuut in deze klasse. De Jong behaalde tweemaal punten en eindigde op de 24e plaats in het kampioenschap.
In 2014 keerde De Jong terug bij MP in de GP2 en scoorde twee punten door tiende plaatsen op Spa-Francorchamps en het Yas Marina Circuit.
In 2015 bleef De Jong bij MP actief in de GP2. Bij een crash op Spa-Francorchamps raakte hij geblesseerd, waardoor hij twee raceweekenden moest missen. Tijdens de laatste twee weekenden op het Bahrain International Circuit en het Yas Marina Circuit keerde hij terug voor het team Trident als vervanger van GP2-veteraan Johnny Cecotto jr.
In 2016 keert De Jong in de GP2 terug naar MP Motorsport, waarbij hij teamgenoot wordt van Formule Renault 3.5-kampioen Oliver Rowland.